# Saurauia
Saurauia es un género de plantas  perteneciente a la familia Actinidiaceae. Contiene alrededor de 443 especies descritas y de estas, solo 81 aceptadas, distribuidas en las regiones tropicales y subtropicales de Asia y América del Sur y Centroamérica.
La evidencia genética y la biología celular indican la monofilia del género. La monofilia del género también se apoya en datos micromorfológicos del grupo y por el análisis filogenético, aunque las relaciones evolutivas exactas de este género con los otros dos géneros de la Actinidiaceae, Actinidia y Clematoclethra, no se conocen bien.
Las características florales de Saurauia son similares a los otros miembros de Actinidiaceae. Las principales diferencias  florales entre Saurauia y los otros miembros de la Actinidiaceae son los miembros de Saurauia tienen 3-5 carpelos, mientras que los otros miembros de la Actinidiaceae tienen entre 3-30 o más en Actinidia o 4-5 en Clematoclethra. Además, Saurauia es el único género de Actinidiaceae cuyos miembros pueden ser monoicos o funcionalmente dioicos. También es el único género existente en  Actinidiaceae cuya distribución natural incluye áreas fuera de Asia (trópicos del sur y centro de América).

## Taxonomía
El género fue descrito por  Ernest Friedrich Gilg y publicado en Botanische Jahrbücher für Systematik, Pflanzengeschichte und Pflanzengeographie 40: 458. 1908.

## Especies
- Saurauia adenodonta, Sleumer
- Saurauia aequatoriensis, Sprague
- Saurauia aguaricana, Soejarto
- Saurauia bracteosa, DC.
- Saurauia cauliflora, DC.
- Saurauia crassisepala, Soejarto
- Saurauia erythrocarpa, C.F.Liang & Y.S.Wang
- Saurauia harlingii, Soejarto
- Saurauia herthae, Sleumer
- Saurauia lanceolata, Ruiz & Pav.
- Saurauia latipetala, Hemsley
- Saurauia laxiflora, Soejarto
- Saurauia lehmannii, Hieron.
- Saurauia leucocarpa, Schlecht.
- Saurauia magnifica, Soejarto
- Saurauia mahmudii, R.D. Hoogland
- Saurauia malayana, Hoogl.
- Saurauia mexiae, Killip ex Soejarto
- Saurauia microphylla, Linden ex Lindl. & Paxton
- Saurauia oreophila, Hemsley
- Saurauia pentapetala, (Jack) R.D.Hoogland
- Saurauia pseudostrigillosa, Buscal.
- Saurauia punduana, Wall.
- Saurauia pustulata, G. Hunter
- Saurauia rubens, Ridley
- Saurauia rubrisepala, Soejarto
- Saurauia scabrida, Hemsley
- Saurauia schultzeorum, Sleumer
- Saurauia seibertii, Standley
- Saurauia serrata, DC.
- Saurauia striata, Soejarto
- Saurauia tambensis, Killip
- Saurauia villosa, DC.